# طوابع الإيرادات للولايات المتحدة

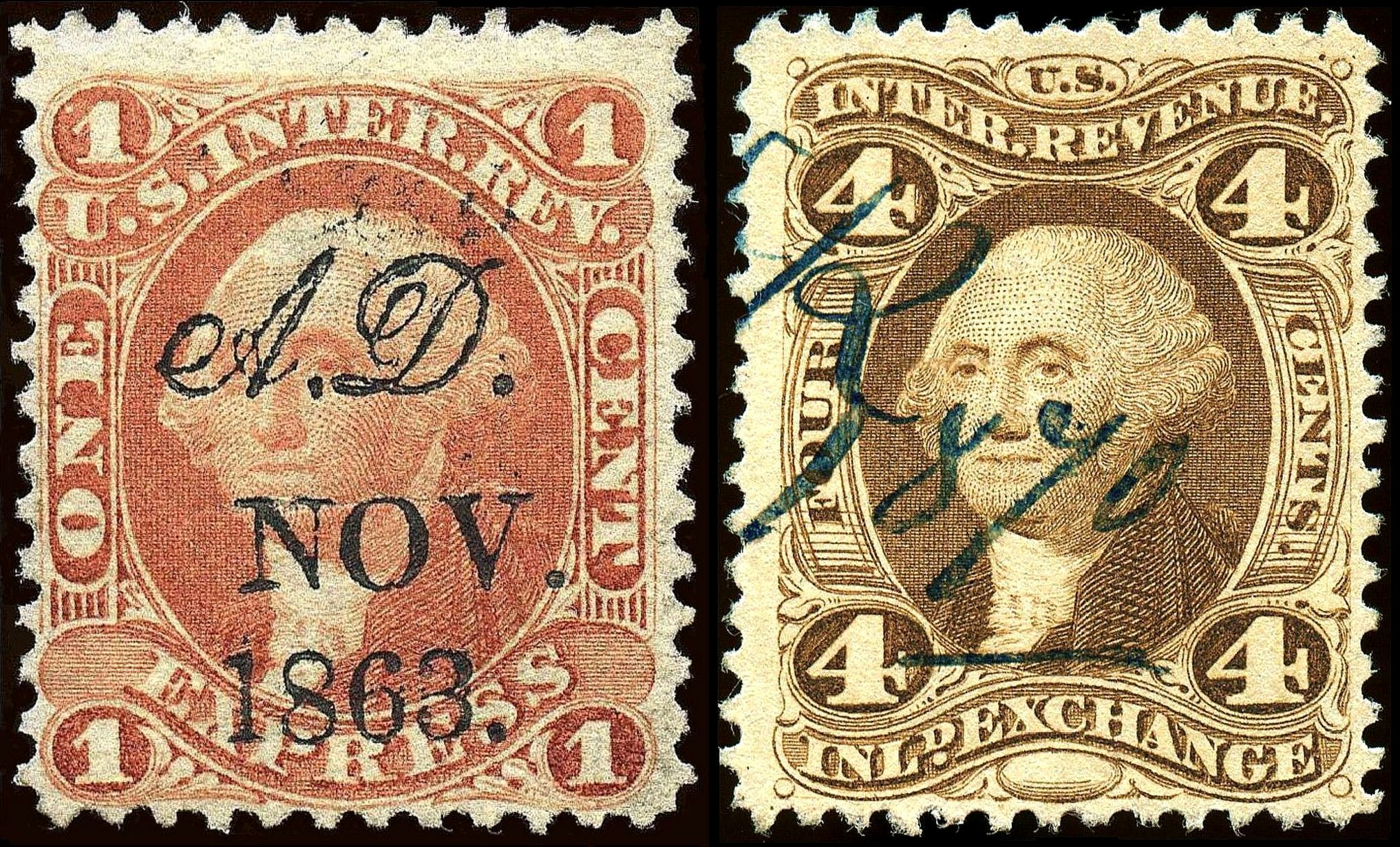
أمثلة على أول طوابع الإيرادات الأمريكية
الصادرة عام 1862

|  |

استخدمت طوابع الإيرادات الأولى في الولايات المتحدة لفترة وجيزة خلال العصر الاستعماري ومن بين الاستخدامات الأكثر شهرة قانون الطوابع. وبعد فترة طويلة من الاستقلال أصدرت حكومة الولايات المتحدة أول طوابع الإيرادات في خضم الحرب الأهلية الأمريكية وذلك بسبب الحاجة الملحة إلى جمع الإيرادات لدفع التكاليف الباهظة التي تكبدتها. ومع ذلك وبعد انتهاء الحرب استمرت طوابع الإيرادات والضرائب التي تمثلها. كانت طوابع الإيرادات تُستخدم لدفع الرسوم الضريبية على العناصر التي كانت تندرج تحت فئتين رئيسيتين الملكية والوثائقية. دفعت الطوابع الملكية الرسوم الضريبية على السلع مثل الكحول والتبغ كما استخدمت أيضًا لمختلف الخدمات في حين دفعت الطوابع الوثائقية الرسوم على المستندات القانونية وصكوك الرهن العقاري والأسهم وعدد لا بأس به من المعاملات القانونية الأخرى. غالبًا ما كانت الطوابع الملكية والوثائقية تحمل هذه التسميات الخاصة بينما في العديد من الإصدارات كانت تشترك في نفس التصميمات وفي بعض الأحيان مع اختلافات طفيفة. ابتداءً من عام 1862 أصدرت أول طوابع الإيرادات واستمر استخدامها لمدة مائة عام أخرى أو أكثر. فعلى مدى السنوات الاثنتي عشرة الأولى كان جورج واشنطن هو الشخص الوحيد الذي ظهر على طوابع الإيرادات الأميركية إلى أن ظهرت أخيراً في عام 1875 شخصية رمزية للحرية. طبعت طوابع الإيرادات في العديد من الأصناف والفئات وكانت مطلوبة على نطاق واسع من قبل هواة الجمع والمؤرخين. قاموا بالتوقف نهائيًا عن إصدار طوابع الإيرادات في 31 ديسمبر 1967.

## تاريخ استخدام طوابع الإيرادات

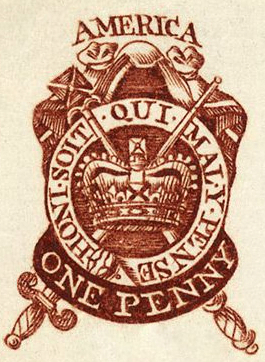
نسخة تجريبية من طابع بريدي أعد لقانون الطوابع لعام 1765

ظهرت الطوابع الضريبية الأولى في السنوات التي سبقت الثورة الأمريكية نتيجة لقانون الطوابع لعام 1765 ولم يقبل المستعمرين الضرائب المفروضة عليهم بأسلوب جيد في ذلك اليوم. وكانت هذه هي القضايا الاستعمارية البريطانية والتي تطلبت إنتاج العديد من المواد المطبوعة في المستعمرات على ورق مختوم أعد خصيصًا في لندن وكان يحمل طابع إيرادات منقوش.

### عصر الحرب الأهلية الإصدار الأول
في أغسطس/آب 1862 وبينما كانت الحرب الأهلية الأمريكية دائرة بدأت حكومة الولايات المتحدة (الاتحاد) في فرض الضرائب على مجموعة متنوعة من السلع والخدمات والمعاملات القانونية. وللتأكد من سداد الضرائب اشتروا "طابع إيرادات" ولصقوه بوجه مناسب على العنصر الخاضع للضريبة والذي بدوره سيدفع ضريبة القيمة المضافة.
قام مفوض الإيرادات الداخلية بتلقي عروض طباعة وإنتاج أول طوابع الإيرادات الأمريكية في محاولة لجمع الإيرادات لتغطية التكاليف الباهظة للحرب. ومنحت وزارة الإيرادات الداخلية شركة بتلر وكاربنتر في فيلادلفيا عقد الطباعة حيث دفعوا مبلغ 19080 دولارًا أمريكيًا لإنتاج مائة وستة ألواح طباعة بما في ذلك اللفائف والقوالب وجميع المواد اللازمة للحفاظ على إنتاج الطوابع. وسرعان ما بدأت شركة بتلر وكاربنتر في إنتاج أول طوابع الإيرادات والتي أصدرت للاستخدام بدءًا من 1 أكتوبر 1862.
ولأسباب غير معروفة لم تسوي الحكومة الأمريكية الفاتورة المقدمة من شركة بتلر وكاربنتر حتى بعد مرور بضع سنوات ولكن ليس بعد أن كتبت شركة بتلر وكاربنتر وناشدت عدة مرات مفوض الإيرادات الداخلية السيد جيه جيه لويس بشأن هذه المسألة. ونظرًا للانتظار الطويل كانت إحدى نقاط الخلاف الرئيسية هي مقدار الزيادة الملحوظة في المواد بين وقت التوصل إلى الاتفاق ووقت تسوية الفاتورة أخيرًا.
طبعت الطوابع الجديدة بعدة ألوان وصوَّرت صورة جورج واشنطن على جميع الفئات الثلاثين من سنت واحد إلى 200 دولار. صممت الصورة المحفورة لواشنطن على غرار لوحة للفنان جيلبرت ستيوارت. وطبع الأصدار الأول على ورق هش صلب ثم طبعت لاحقًا على ورق منسوج ناعم بسماكات مختلفة. وكانت الألوان باهتة بوجه عام بالنسبة للطوابع المطبوعة قبل عام 1868. أصدرت الطوابع في أوراق مثقبة بثقوب مقاس 12 أو أوراق صلبة "غير مثقبة" بدون ثقوب. ظل واشنطن هو الرقم الوحيد في العشرات من الأصناف الصادرة حتى عام 1874.
استخدمت طوابع الإيرادات الجديدة لدفع الضرائب على العناصر الملكية مثل أوراق اللعب والأدوية الحاصلة على براءة اختراع والكماليات وعلى مختلف المستندات القانونية والأسهم والمعاملات والخدمات القانونية المختلفة. وكان إلغاء هذه الطوابع ينفذ عادة بالقلم والحبر في حين كانت تستخدم الإلغاءات المختومة يدويًا نادرًا وبالتالي أصبحت نادرة. عندما انتهت الحرب الأهلية لم يكن ذلك يعني نهاية الضرائب على الإيرادات حيث لم تكن الحكومة الفيدرالية قد دفعت بعد الديون البالغة 2.7 مليار دولار والتي اكتسبتها حتى عام 1883 وهو الوقت الذي ألغت فيه أخيرا ضريبة الاستهلاك. أنتجت ثلاث سلاسل مميزة من طوابع الإيرادات لدفع الضرائب خلال تلك الفترة التي استمرت واحدًا وعشرين عامًا.

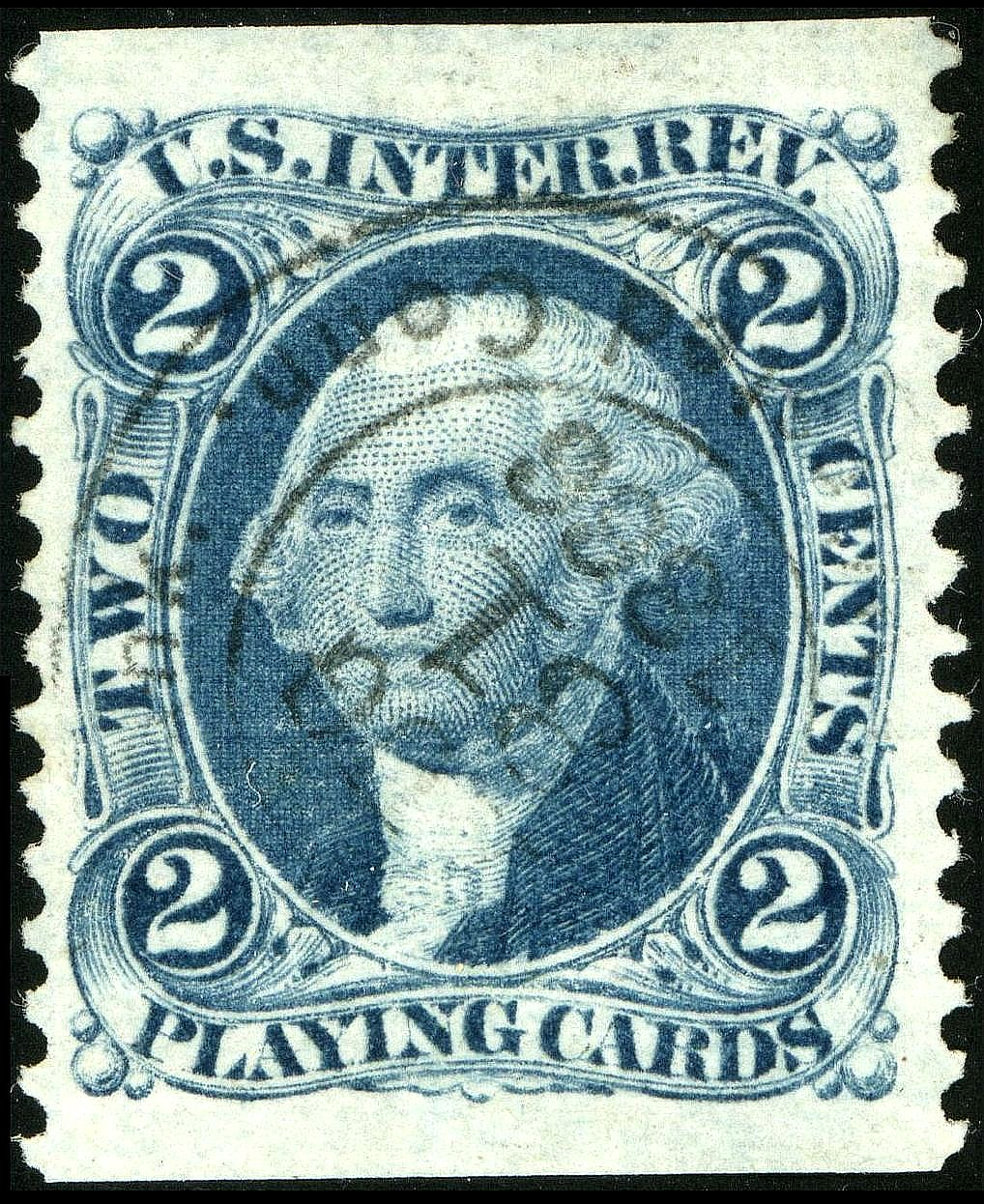
طوابع إيرادات بطاقات اللعب والتي تُستخدم غالبًا لضريبة الصور الفوتوغرافية

ومن بين الأمثلة الأكثر شهرة لاستخدام طوابع الضرائب التي حدثت في تجارة التصوير الفوتوغرافي. ومع تقدم الحرب الأهلية زاد الطلب على صور أفراد الأسرة والجنود الذين ذهبوا إلى الحرب وأبطال الحرب العائدين بدرجة كبيرة ولكن ليس بدون إشعار من الحكومة الفيدرالية التي رأت في قدوم هذا الحدث فرصة لجمع الإيرادات التي تشتد الحاجة إليها للحرب. وفي الأول من أغسطس عام 1864 أقرّ قسم الإيرادات الداخلية "ضريبة الصور الفوتوغرافية" التي تلزم المصورين بدفع ضريبة على بيع صورهم الفوتوغرافية. وبحلول عام 1864 لم تكن هناك طوابع "ضريبة التصوير الفوتوغرافي" صادرة لذا استبدلت بطوابع أخرى وعادة ما كانت تستخدم طوابع الإيرادات الملكية أو طوابع أوراق اللعب والتي كانت عادة تُلصق على الجزء الخلفي من الصورة الفوتوغرافية. وبسبب التكاليف العامة المرتفعة وندرة المواد بسبب الحرب نظمت شركات التصوير الفوتوغرافي الكبرى أعمالها وتقدمت بعريضة إلى الكونجرس تشكو فيها من أنها تتحمل قدراً كبيراً للغاية من العبء الضريبي المفروض على الجمهور. وبعد مرور عامين بالضبط أدت جهودهم المستمرة إلى إلغاء الضريبة في الأول من أغسطس عام 1866. كما فرضت ضريبة ملكية على العديد من المنتجات الأخرى المستخدمة على نطاق واسع مثل القطن والتبغ والكحول مما ساهم بطريقة ملحوظة في الإيرادات الناتجة.

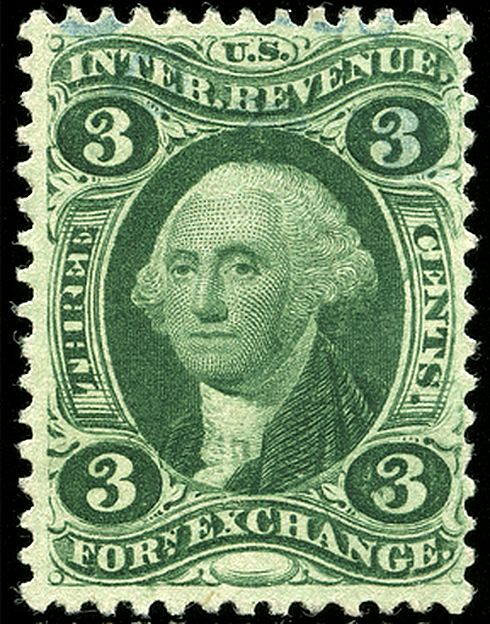
النقد الأجنبي إصدار 1862

### أنواع تصميم الإصدار الأول
تحتوي السلسلة الأولى من طوابع الإيرادات على نوعين مميزين من التصميم حيث يشير كل طابع إلى "الرسوم" الضريبية. وكانت تصميمات الطوابع من فئة 1 سنت إلى 20 سنتًا بسيطة وتحمل صورة جورج واشنطن في حين كانت الطوابع من فئة 25 سنتًا إلى دولار واحد أكبر حجمًا ولها تصميم أكثر تفصيلاً كما أنها تشير إلى ضريبة القيمة المضافة في لافتة أقل. استخدمت الطوابع التي تحمل فئات 1.30 دولار لدفع ضريبة الصرف الأجنبي فقط و1.50 دولار للصرف الداخلي فقط بينما كانت الطوابع التي تحمل فئات 1.60 دولار و1.90 دولار مخصصة للصرف الأجنبي فقط، ومن الغريب أنها لا تحمل أي تسميات جمركية في تصميم الطابع. تحدد الرسوم الضريبية على الفئات من 2 دولار إلى 10 دولارات في الشريط الدائري السفلي المحيط بصورة واشنطن. تحدد الرسوم الضريبية على الفئات من 15 دولارًا إلى 50 دولارًا على الجانب الأيمن من اللافتة الدائرية المحيطة بالصورة. والتصميم المستخدم لفئة 1 سنت فريد من نوعه ولا يُستخدم لأي فئة أخرى.
تشمل الرسوم الضريبية
اتفاقية
شيك بنكي
بوليصة الشحن
سند مالي
شهادة
طرف الميثاق
عقد
نقل الملكية
دخول البضائع
صرف العملات الأجنبية
التبادل الداخلي
عقد الإيجار
التأمين على الحياة
قدم بيانا بحمولة السفينة
القرض العقاري
تذكرة المرور
ورقة اللعب
توكيل عام
إثبات الوصية
الملكية
سند الكفالة

كانت الرسوم الضريبية المختلفة تُفرض فقط على طوابع الإيرادات المحددة حيث كانت بعض الرسوم تُفرض فقط على طوابع الإيرادات من فئات أقل أو أعلى حسب الحالة. على سبيل المثال تظهر طوابع الإيرادات التي تحمل تسمية " أوراق اللعب" فقط على فئات 2 و3 و4 و5 و6 سنتات، في حين أن طابع الإيرادات من فئة 25 سنتًا هو الطابع الوحيد الذي يشير تعيينه إلى "السندات". هناك حاجة إلى كتالوج طوابع متخصص لرؤية الحالات المختلفة لتعيين الضريبة ومجموعات الفئات.

### الإصدار الثاني
كان الإصدار الثاني من طوابع الإيرادات هي الطوابع الوثائقية وقد أصدرت في عام 1871. وبعد أن تلقت مصلحة الضرائب الداخلية العديد من التقارير عن إعادة استخدام طوابع الإيرادات بشكل احتيالي وعادةً ما يكون ذلك مع غسل حبر الإلغاء أو إزالته بطريقة أخرى من وجه الطابع أرسل خطاب بتاريخ 31 مايو 1867 من مسؤولين حكوميين في وول ستريت إلى مفوض مصلحة الضرائب الداخلية إي إيه رولينز يعربون فيه عن القلق من أن "حكومة الولايات المتحدة تخسر آلاف الدولارات يوميًا بسبب استخدام الطوابع للمرة الثانية". لم تتلق الطوابع العادية المستخدمة في ذلك الوقت حبر الإلغاء جيدًا إلا إذا طبق بكثافة. نصحت الرسالة بضرورة طباعة جميع الطوابع باللون الأصفر الباهت. لكن شركة بتلر وكاربنتر لم تأخذ بهذا الاقتراح بعين الاعتبار بل بعد فترة من التجارب استجابت للمشكلة بإنتاج طوابع بلون أفتح وعلى ورق يمتص حبر الإلغاء بسهولة أكبر. حيث كانت مصلحة الإيرادات الداخلية ترسل بصورة متكررة الطوابع المشتبه في غسل حبر الإلغاء بها إلى النقاشين والطابعين للتفتيش لتحديد ما إذا كان قد عُبث بها.
استخدم الورق الجديد أخيرًا في إنتاج الطوابع في أوائل عام 1869 وبحلول عام 1871 أصدرت سلسلة ثانية من الطوابع مطبوعة على ورق "حرباء" حاصل على براءة اختراع يحتوي على ألياف حريرية يمكن رؤيتها في الورق بالعين المجردة. لا تزال شركة بتلر وكاربنتر في فيلادلفيا تنتج السلسلة الثانية بأكملها باستثناء الإصدار الذي يبلغ سعره 200 دولار وقد طُبعت بنفس المجموعة ثنائية اللون مع طباعة صورة واشنطن باللون الأسود والإطار باللون الأزرق مع تصميمات مزخرفة ومعقدة مختلفة كانت شائعة خلال تلك الفترة.
طوابع "السجادة الفارسية"

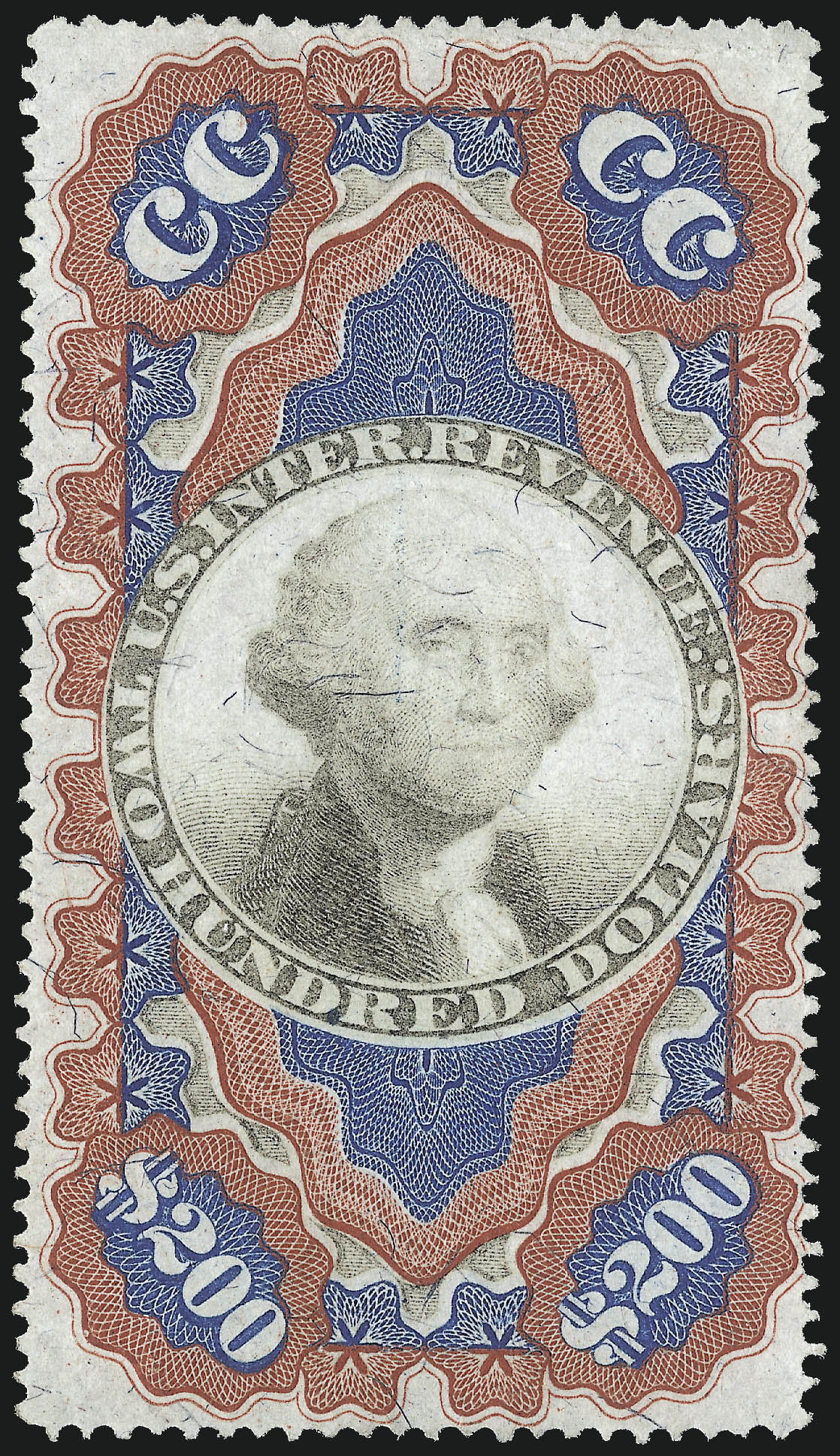
"سجادة فارسية صغيرة" 200 دولار

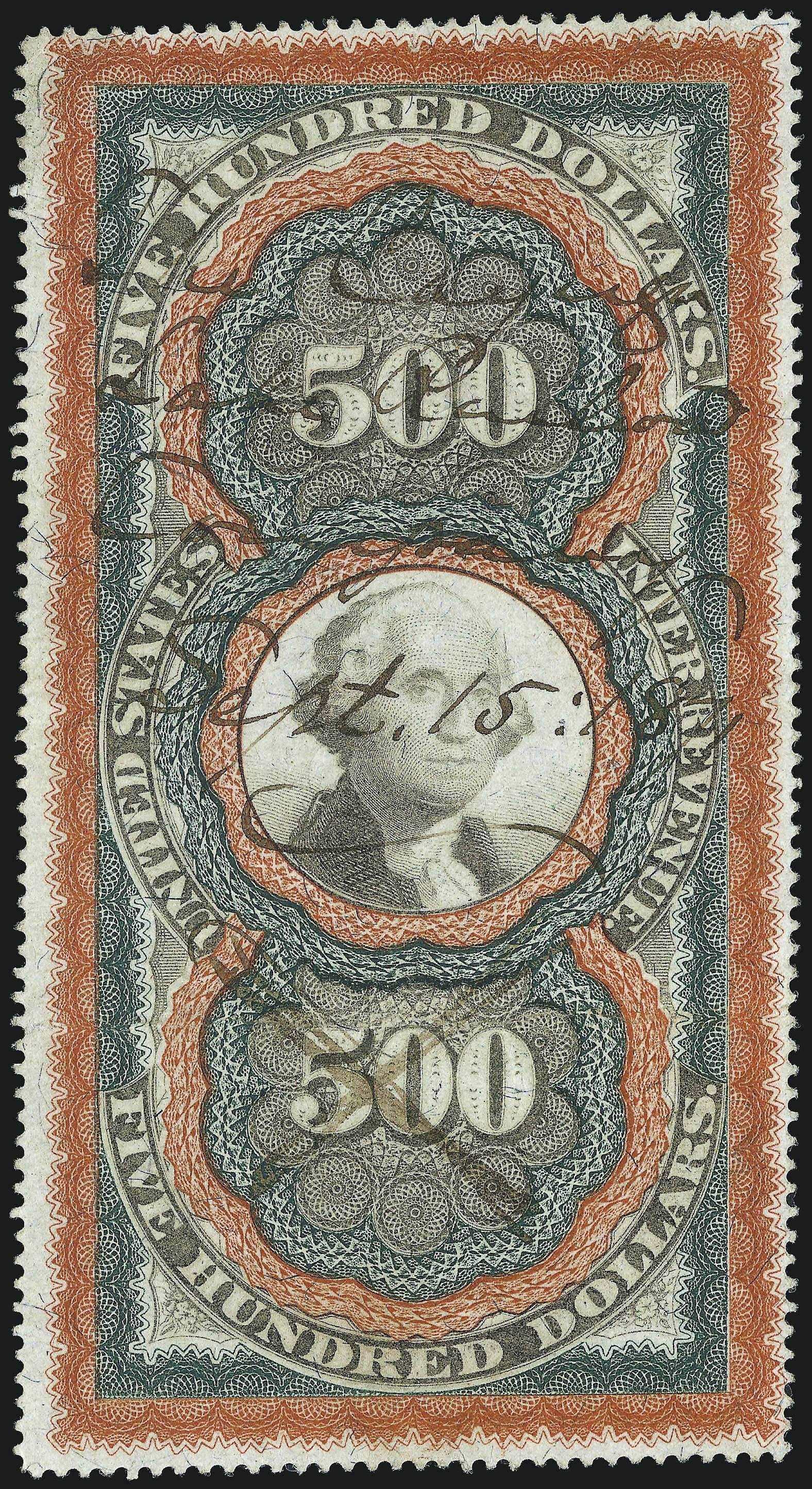
"سجادة فارسية كبيرة" ٥٠٠ دولار

أعلى القيم في الإصدار الثاني من طوابع الإيرادات هي طوابع 200 دولار (يسار) وطوابع 500 دولار (يمين) ويشار إليها عادة من قبل هواة الجمع باسم طوابع إيرادات السجادة الفارسية الصغيرة والكبيرة على التوالي والتي يعتبرها الكثيرون من بين الطوابع الأكثر تنوعًا ونقشًا متقنًا في جميع هواية جمع الطوابع. طبعت الطوابع بقيمة 200 و500 دولار بكميات محدودة للغاية. حيث طبعت 446 نسخة من السجادة الفارسية الصغيرة التي يبلغ سعرها 200 دولار مع وجود حوالي 125 نسخة باقية معروفة. وطبعت الطوابع على "ورقة" واحدة مع هوامش على جميع الجوانب الأربعة مع نقوش على الهامشين الجانبيين. القطعة الكاملة الوحيدة المتبقية من السجادة الفارسية الصغيرة استخدمت لدفع الرسوم الضريبية بناءً على وصية إيراستوس كورنينج الأب في عام 1872. أما السجادة الفارسية الكبيرة التي يبلغ سعرها 500 دولار فهي أكبر حجمًا بالفعل حيث يبلغ قياسها21⁄8 × 4 بوصات مع 204 طابعًا فقط من هذه الفئة قاموا بإصدارها على الإطلاق. ونظرًا لأحجامها الكبيرة نسبيًا والعدد الكبير من الثقوب اللاحقة على كل طابع وحقيقة أنها كانت تُستخدم في مستندات كانت تُطوى عادةً عبر الطوابع فإن معظم الأمثلة موجودة مع نوع ما من العيوب في ورق الطوابع. طبعتها شركة كاربنتر للطباعة في فيلادلفيا واقترح تصميم بقيمة 5000 دولار وطبع مقال تجريبي ملون ولكن لم يصدر للاستخدام الإيرادي لذلك لا يوجد سوى قالب تجريبي.

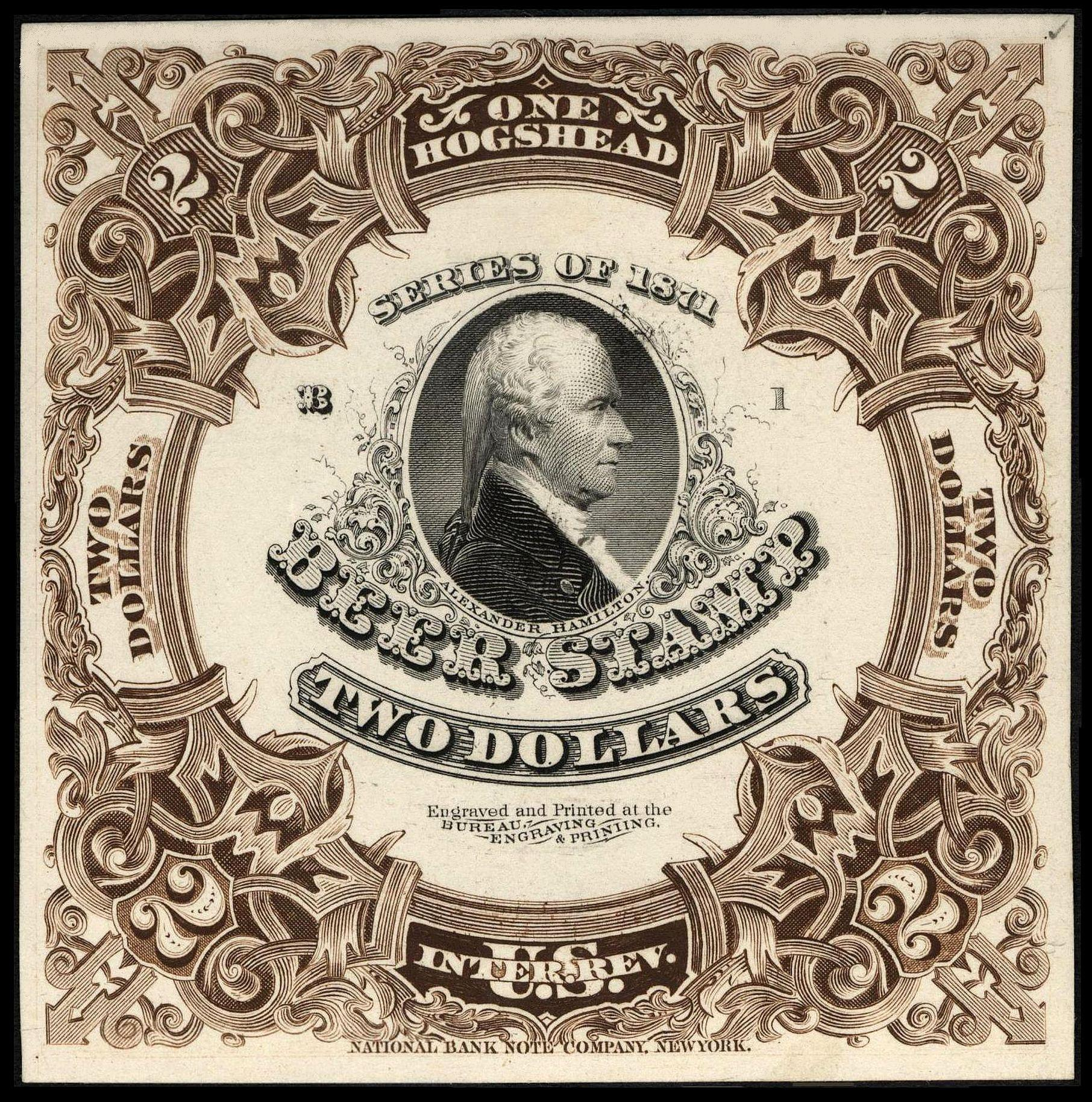
طابع بيرة ألكسندر هاملتون
إصدار عام 1871

### طوابع إيرادات الكحول

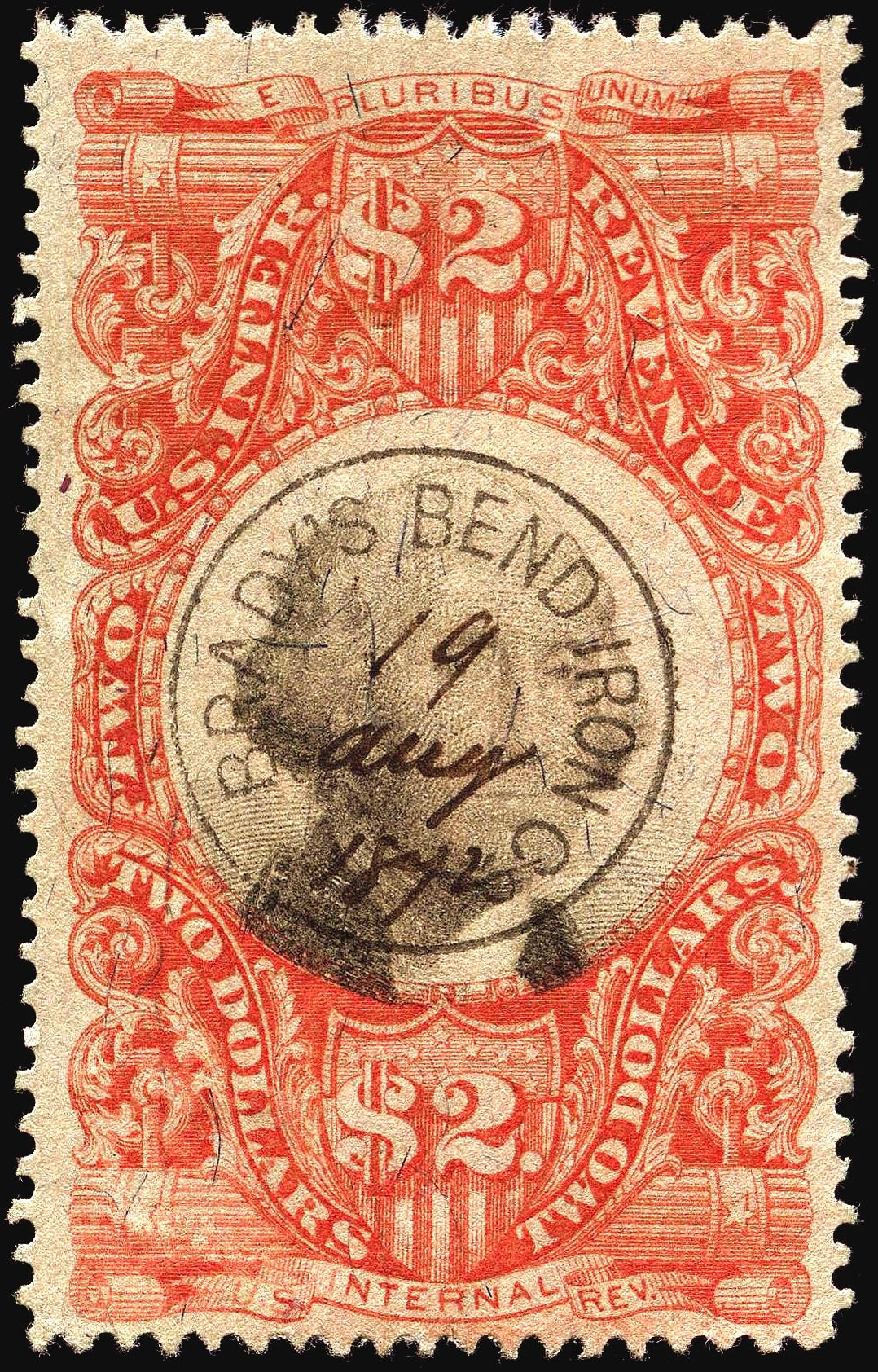

كانت الضرائب تفرض عادة على منتجات الكحول والتبغ وطبعت مجموعة متنوعة من الطوابع لهذا الغرض. وعادة ما يلصق الطابع على منتج معين عند دفع الضرائب بطريقة تغلق الحاوية المعينة حيث يتعرض الطابع للتلف عند فتحه. فعلى سبيل المثال أصدرت طوابع الإيرادات لضريبة البيرة لمصنعي البيرة في شكل ورقة حيث قُطع طابع فردي منها واستُخدم كختم فوق الفتحة الموجودة في برميل البيرة. ومن أجل الوصول إلى البيرة يجب ثقب الختم وعلى هذا منع إعادة استخدامه.

### الإصدار الثالث
نظرًا لأن الإصدارات الثانية من طوابع الإيرادات كانت مطبوعة بالكامل بنفس الألوان الزرقاء والسوداء فقد كان من الصعب في كثير من الأحيان التمييز فيما بينها من النظرة الأولى لموظفي مصلحة الإيرادات الداخلية. وبعد ذلك أصدر الإصدار الثالث من الطوابع بتصميمات مشابهة مع بعض الاختلافات مثل الإصدار الثاني ولكن بألوان مميزة مخصصة للفئات المختلفة بين عامي 1871 و1872. استخدمت العديد من ألواح الطباعة نفسها في إنتاج الإصدار الثالث والتي نقشها جيه آر كاربنتر من فيلادلفيا، وطبعت على نفس ورق "الحرباء" الخاص مع ألياف الحرير المستخدمة في طباعة الإصدار الثاني مع 12 ثقبًا. على عكس العديد من الطوابع في الإصدار الثاني فإن الإصدار الثالث لا يحدد أي نوع من الرسوم في تصميمات الطوابع. وتحدث عمليات النقل المزدوجة والمراكز المقلوبة في جميع تصميمات الطوائف المختلفة تقريبًا.
بحلول عام 1875 منحت إدارة الضرائب الداخلية عقد طباعة طوابع الإيرادات لشركة الأوراق النقدية الوطنية التي أعدت سلسلة ثانية من الطوابع الملكية. وتسمى طوابع الإيرادات الجديدة عادة باسم "الإصدار الملكي الثاني" وتأتي في فئات 1 سنت و2 سنت و3 سنتات و4 سنتات و5 سنتات و6 سنتات. وقد انتهى استخدام طوابع الإيرادات لدفع الضرائب الملكية في الأول من يوليو عام 1883.

## إصدار الحرية لعام 1875

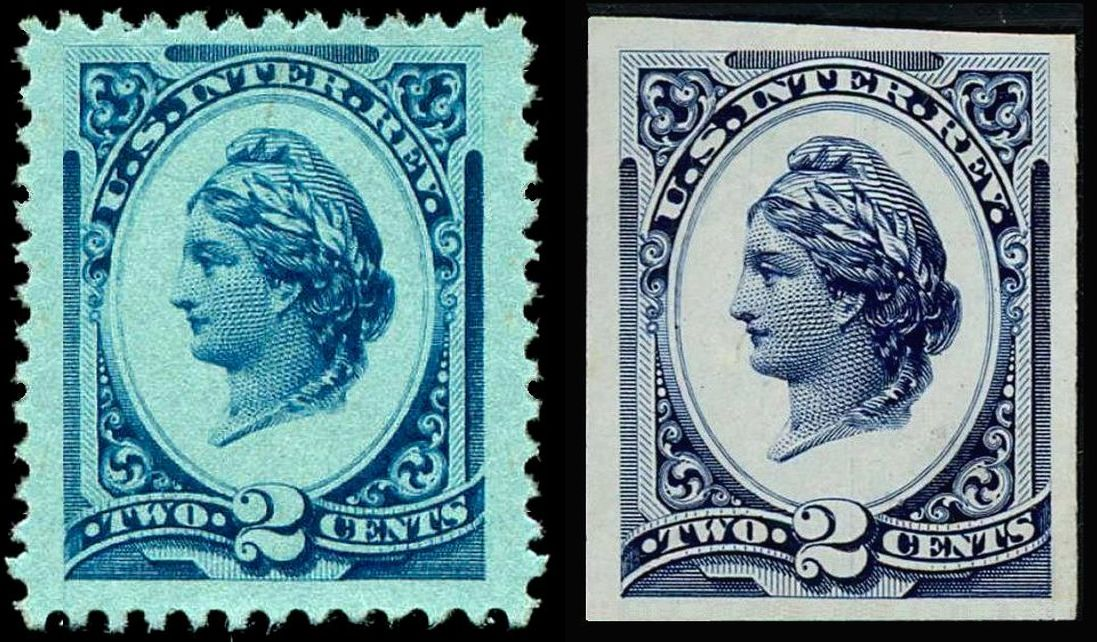
إيرادات الحرية - 2 سي - إصدار عام 1875
ختم (على اليسار) ولوحة تجريبية

في عام 1875 أصدرت إدارة الإيرادات الداخلية إيرادات بقيمة 2 سنت تصور رمزية للحرية. كما استمرت طباعة هذا العدد حتى عام 1878. كان هذا أول طابع بريدي صادر عن مصلحة الضرائب الأمريكية ولم يحمل صورة جورج واشنطن. طبع إصدار الحرية على ورق حريري أزرق اللون. أضيف نوعين من الثقوب ثقوب قياسية ذات ثقوب مثقوبة وثقوب دائرية. طبعت الطوابع التي أنتجت في عام 1878 على ورق مزدوج الخطوط يحمل علامة مائية. وكانت الكميات المطبوعة لهذا الإصدار كبيرة حيث بلغ مجموعها 228,351,689 طابعًا والتي تحتوي على الثقوب القياسية والمخروطية. إن كميات الطوابع الصادرة بكل نوع من أنواع الثقب غير معروفة.

## طبعات فوقية من عام 1898
في 13 يونيو 1898 أقر الكونجرس قانون عائدات الحرب لعام 1898 لتوفير التمويل المطلوب بشدة للحرب الإسبانية الأمريكية. وكان من المقرر أن يدخل القانون حيز التنفيذ في الأول من يوليو/تموز عام 1898 الأمر الذي لم يترك سوى سبعة عشر يوماً لإنتاج طوابع الإيرادات المطلوبة بشدة. وتحسبًا لإقرار القانون بدأ مكتب النقش والطباعة بالفعل العمل على القوالب وألواح الطباعة للطوابع الضريبية الجديدة إلا أنهم لم يتمكنوا من إصدار الطوابع عندما دخل القانون حيز التنفيذ. لتلبية الطلب على طوابع الإيرادات طبعت الأحرف الأولى آي آر (أي الإيرادات الداخلية) على المخزونات الموجودة من طوابع البريد القياسية (الصادرة في الفترة من 1895 إلى 1898) لاستخدامها كطوابع إيرادات. الأحرف الأولى باهتة على الإصدارات ذات الفئات 8 و10 و15 سنت.
|  |  |  |  |  |

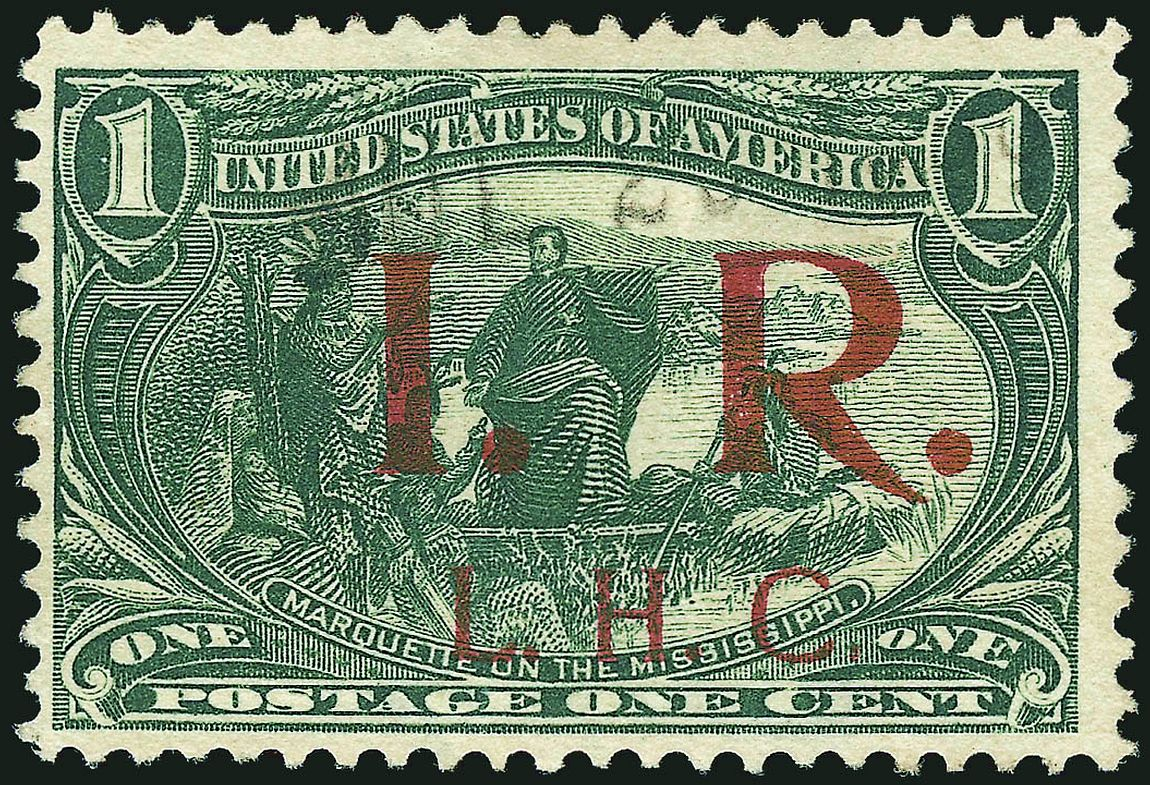
إصدار ترانس ميسيسيبي مطبوع عليه آي آر

وبسبب النقص في طوابع الإيرادات استخدمت شركتان للشحن تعملان على طول قناة إيريي طابع البريد عبر المسيسيبي بقيمة سنت واحد والذي وافق عليه جامع الإيرادات الفيدرالي في المنطقة والذي كلف شركة بورفيس برنتنغ كومبني بإجراء عملية الطباعة. طلبت من قبل إل إتش تشابمان من خط تشابمان ستيمبوت الذي قام بتشغيل السفن البخارية التي تحمل البضائع على طول قناة إيريي مع التوقف في سيراكيوز ويوتيكا وليتل فولز وفورت بلين. أنتج 250 طابعًا فقط. وبالإضافة إلى ذلك طبعت 250 بطاقة تحمل "آي آر/بيه آي دي آند صن" لصالح بيه آي دابريكس آند صنز والتي كانت تخدم موانئ مختلفة على طول نفس الممر المائي. في كل حالة طبعت الأحرف الأولى آي آر على خمسة أجزاء من 50 طابعًا.

## إصدارات عام 1898

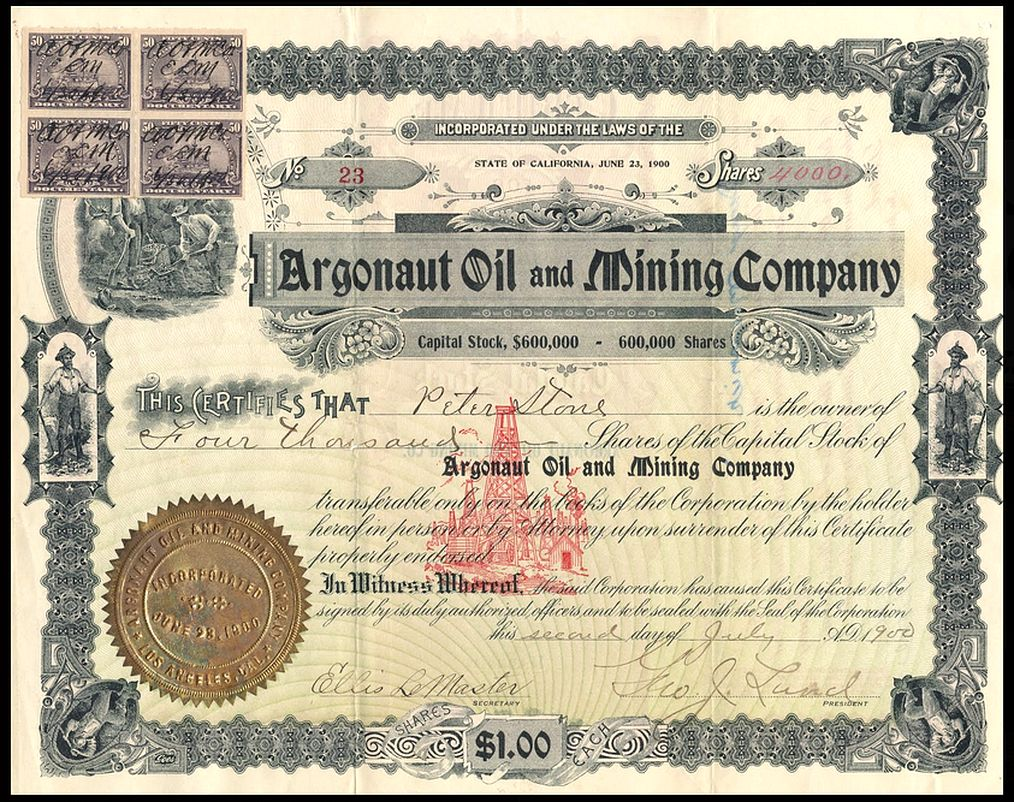
الاستخدام الشائع لطوابع الإيرادات الوثائقية (أعلى اليسار) المرفقة بشهادة الأسهم

في استمرار توفير التمويل للحرب الإسبانية الأمريكية أقر الكونجرس ضريبة على مجموعة واسعة من السلع والخدمات بما في ذلك مختلف منتجات الكحول والتبغ والشاي وغيرها من وسائل الترفيه وكذلك على مختلف المعاملات القانونية والتجارية (مثل شهادات الأسهم وسندات الشحن والبيانات والتأمين البحري). لدفع هذه الرسوم الضريبية قاموا بشراء طوابع ضريبية وإلصاقها على العنصر الخاضع للضريبة أو الشهادة ذات الصلة. يتضمن هذا العدد سبعة عشر طابعًا بفئات تتراوح من نصف سنت إلى خمسين دولارًا وقد طبعت على ورق مزدوج الخطوط يحمل علامة مائية. واستخدم نوعين من الثقوب: ثقوب روليت وثقوب على شكل "شرطة". تحدث العديد من عمليات النقل المزدوجة (صورة مزدوجة) في هذا الإصدار.

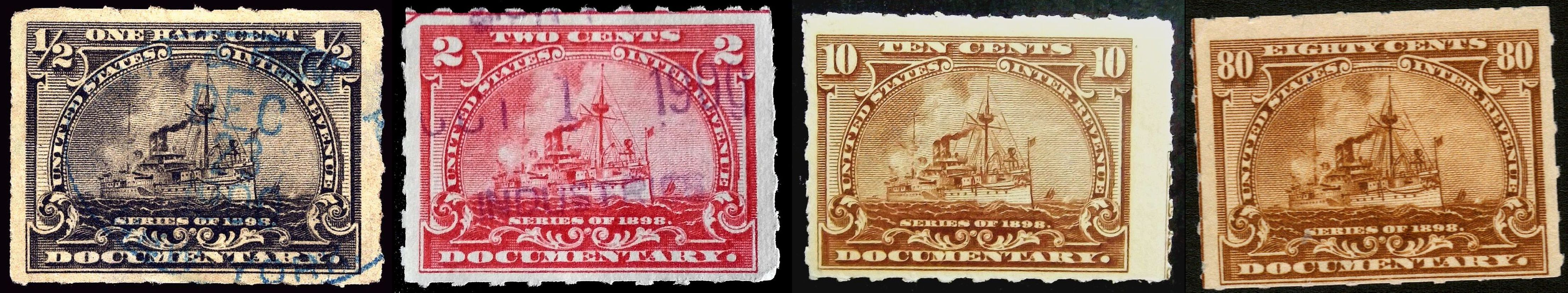
مجموعة مختارة من طوابع الإيرادات الوثائقية الأمريكية لعام 1898
Stamps depict the image of the يو إس إس مين

- تحدث مشكلات مع الفئات من1⁄2 سنت إلى 80 سنتًا تصور سفينة حربية

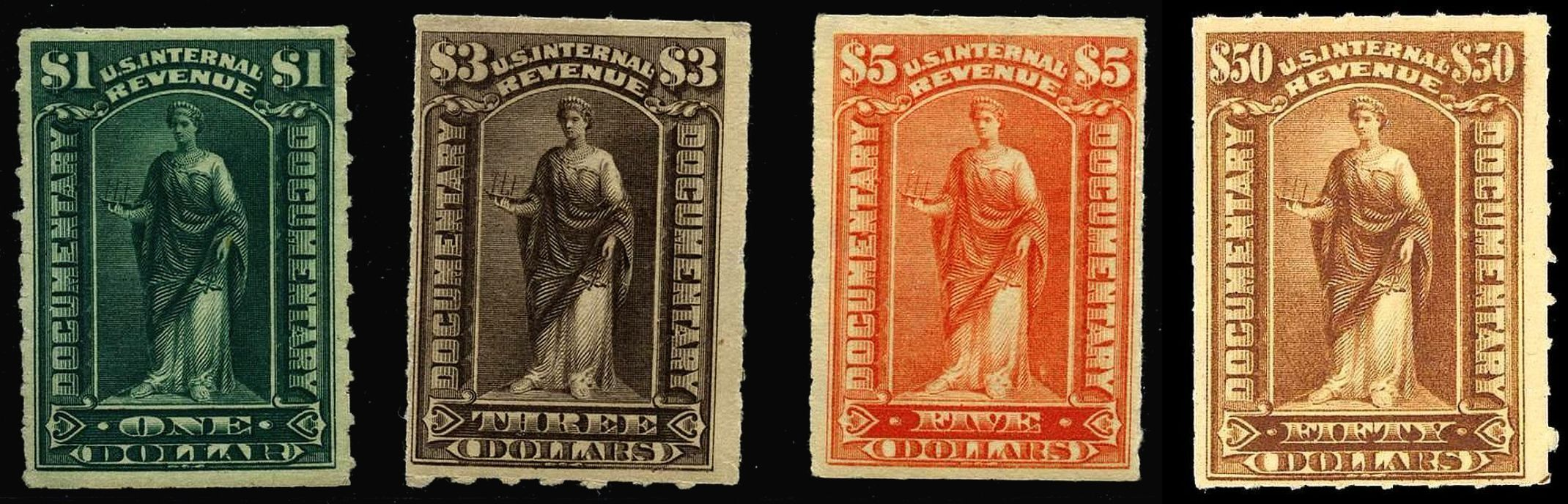
مجموعة مختارة من طوابع الإيرادات الأمريكية "الوثائقية" من إصدار عام 1898

- تحدث مشكلات مع الفئات من دولار واحد إلى خمسين دولارًا والتي تصور شخصية رمزية قائمة للتجارة. التصميم هو تعديل لتصميم استخدم في الدوريات الصحفية في عامي 1875 و 1895. صدرت طبعة ثانية في عام 1900 مع طباعة كبيرة للرقم 1 والتي ظهرت في نوعين -- رقم صلب ورقم مزخرف.

## السلسلة الوثائقية لعام 1898
تتميز الطوابع الوثائقية الثلاثة الصادرة في سلسلة 1898 (والتي صدرت بالفعل في عام 1899) بصور جون مارشال وألكسندر هاملتون وجيمس ماديسون وكل منها تحمل نقش سلسلة 1898. وقد استخدمت هذه التصاميم الثلاثة أيضًا في طبعات عامي 1914 و1917 وفي وقت لاحق في إصدارات عام 1940 مع تعديلات طفيفة في التصميم. أزيل نقش سلسلة 1898. كإجراء أمني إضافي منح كل من هذه الطوابع ذات القيمة العالية رقمًا تسلسليًا فريدًا خاصًا به. وأنتجت إصدارات عام 1898 بواسطة مكتب النقش والطباعة وطبعت على ورق منسوج أبيض ووضعت علامة مائية عليها بالأحرف الأولى يو أس آي آر (أي الإيرادات الداخلية للولايات المتحدة) بأحرف كبيرة. فصلت الطوابع بواسطة ثقوب دائرية. طبعت إصدارات عامي 1917 و1940 أيضًا على ورق مائي مزدوج الخطوط مع ثقب قياسي مقاس 12.
|  |  |  |  |  |

## إصدارات عام 1914

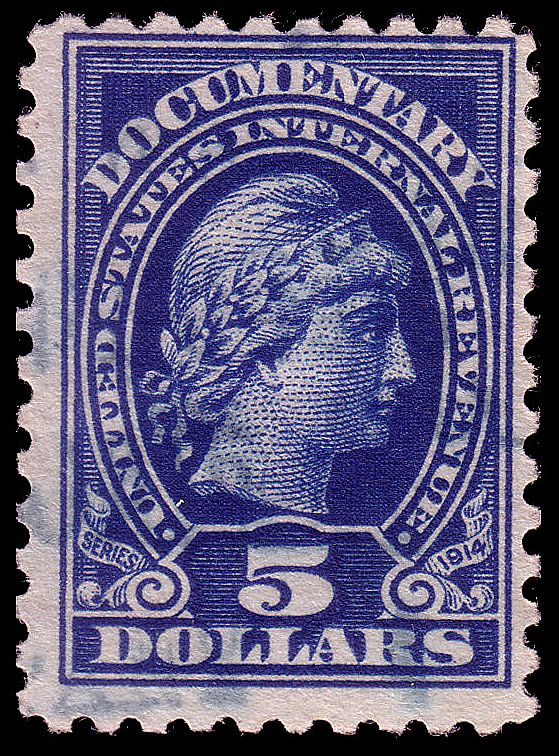
إيرادات "ليبرتي" 5 دولارات
إصدار 1914

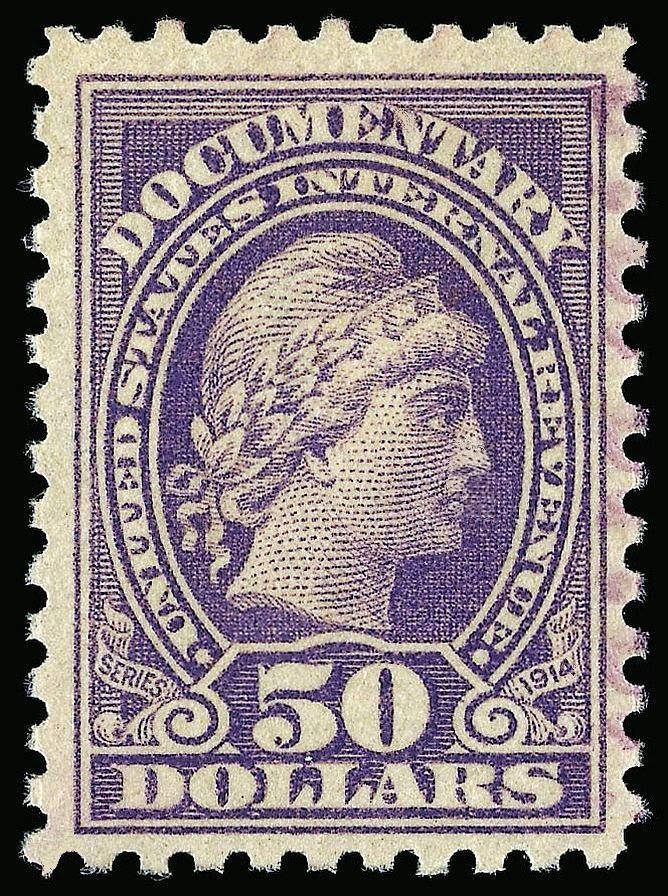
إيرادات "ليبرتي" 50 دولارًا
إصدار 1914

طبعت إصدارات عام 1914 بنوعين أساسيين من التصميم. الفئات الأقل (من نصف سنت إلى 80 سنتًا) مطبوعة مع وضع الفئة حولها؛ الفئات الأعلى (من دولار واحد إلى 50 دولار) مطبوعة مع رمز للحرية في الجانب. طبعت الفئات من ½ سنت إلى 80 سنتًا على ورق مائي بخط واحد وخط مزدوج بينما طبعت الفئات الأعلى على ورق مائي بخط مزدوج فقط.

## إصدارات 1917-1933

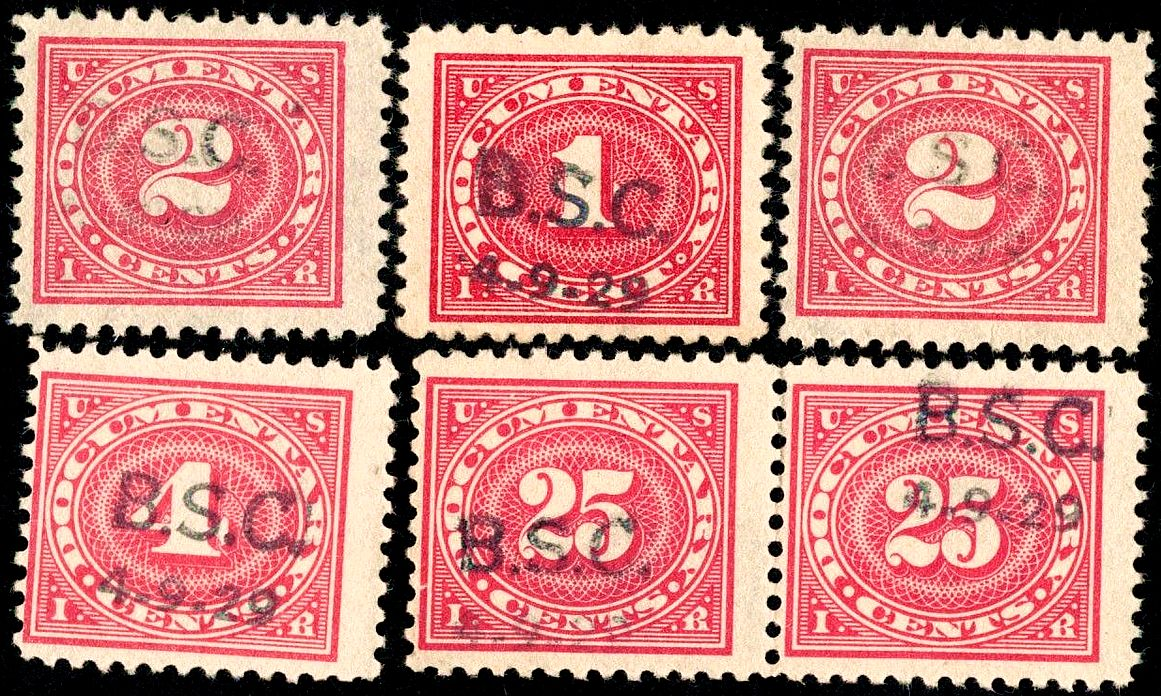
إصدارات عام 1917

تتراوح الفئات المنخفضة من 1 سنت إلى 80 سنت. وتتراوح الفئات الأعلى من 1 دولار إلى 1000 دولار. مطبوع على ورق مائي بخط واحد مع ثقوب قياس 10.

## إصدارات الأربعينيات والخمسينيات
خلال الفترة من 1940 إلى 1958 أصدرت إدارة الإيرادات الداخلية عدة مئات من طوابع الإيرادات الوثائقية بثلاثة تصميمات أساسية بفئات تتراوح من 1 سنت إلى 10000 دولار ومع مجموعة متنوعة من الصور المختلفة لرجال دولة بارزين كل فئة من الطوابع تحمل صورة مختلفة. طبعت جميع إصدارات هذه الفترة تقريبًا باللون الأحمر "القرمزي". وكانت الفئات الأعلى من 30 دولاراً إلى 10 آلاف دولار تحمل رقماً تسلسلياً فريداً كإجراء أمني إضافي. كما صدرت أيضًا بعض الطبعات المعاد طبعها من عام 1917 خلال هذه الفترة.

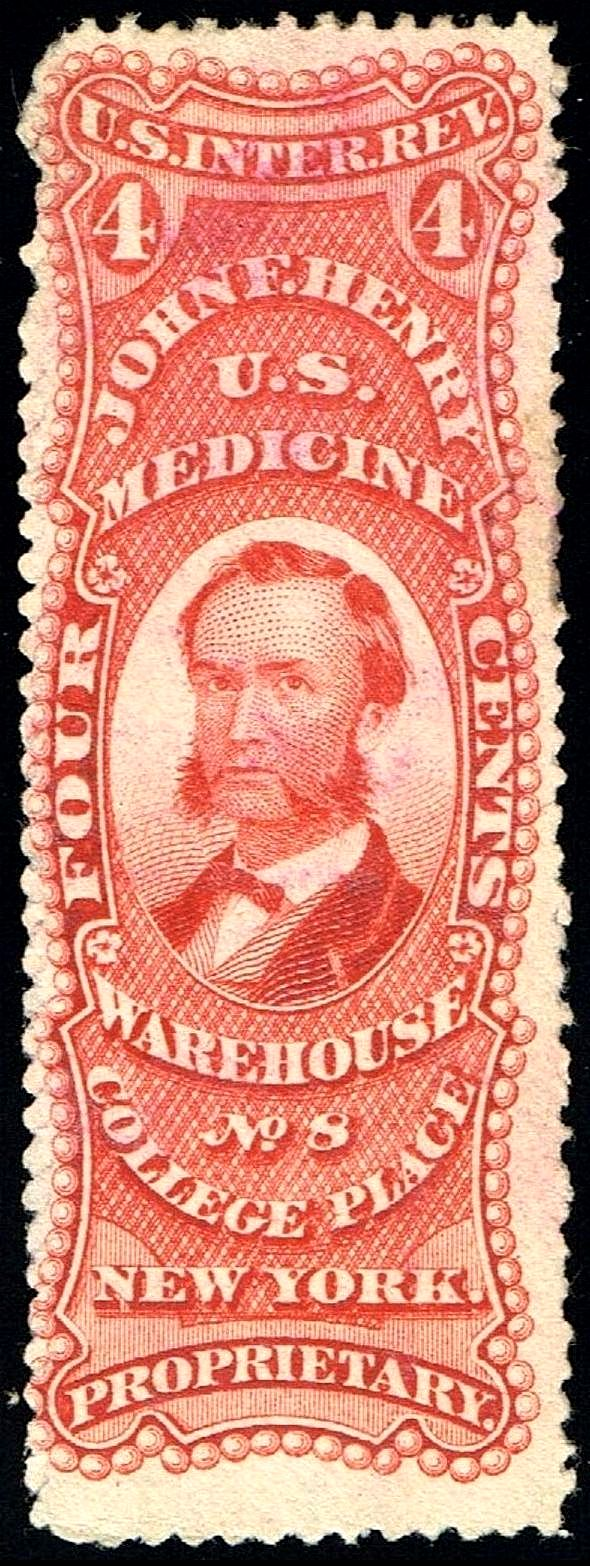
مقاطعة جون هنري بنيويورك عام 1862

|  |  |  |

## طوابع خاصة ذات ملكية خاصة

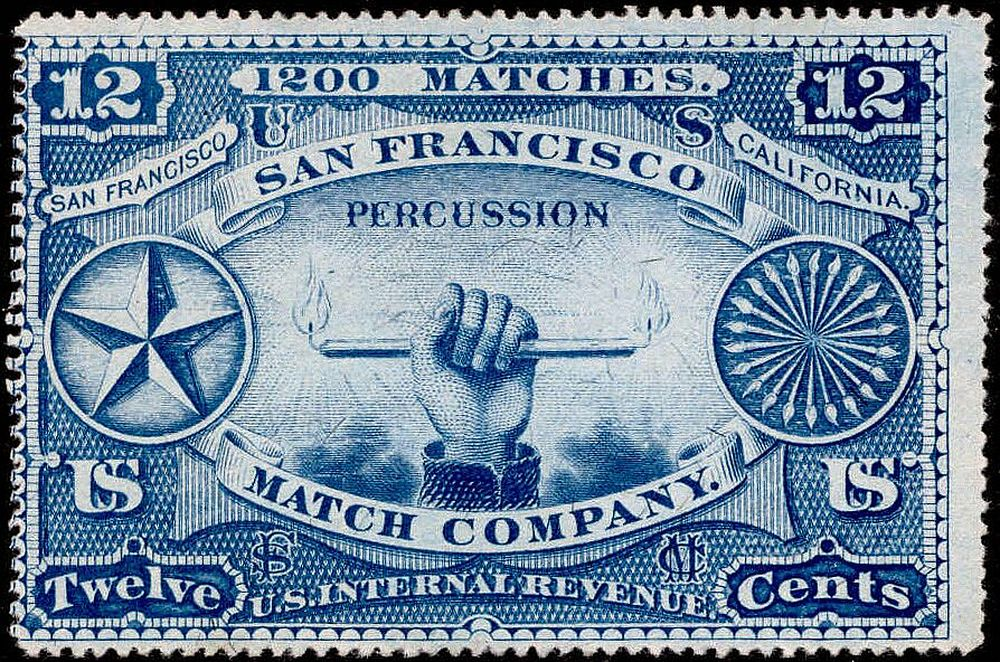
شركة سان فرانسيسكو بيركاشن ماتش - إصدار 12 سنتًا عام 1872

بعد إقرار قوانين الضرائب في عام 1862، سُمح لأصحاب الملكية الخاصة بتقديم طوابعهم الخاصة، رهناً بموافقة مصلحة الضرائب الداخلية، ومن ثم مُنحوا خصماً على الضرائب المدفوعة على السلع التي باعوها. كانت الطوابع الخاصة توفر ميزة وجود اسم المالك مكتوبًا على الطابع.  دفع المالك تكلفة نقش القالب وألواح الطباعة والتي كانت تختلف في البداية بشكل كبير. دفع بعض الملاك ما لا يقل عن 60 دولارًا، في حين دفع آخرون ما يصل إلى 750 دولارًا. بعد الأول من يونيو عام 1863، تم اعتماد تكلفة موحدة قدرها 350 دولارًا لجميع القوالب مع وجود استثناءات قليلة للقوالب الكبيرة.

طبعت معظم هذه الطوابع شركة بتلر وكاربنتر في فيلادلفيا والتي قامت أيضًا بطباعة طوابع الإيرادات للحكومة. ونظرًا لأن العديد من الطوابع كانت تُستخدم لإغلاق حاوية أو حزمة، فقد كانت غالبًا طويلة التكوين وكانت تُدمر عند فتحها. استخدمت أربعة أنواع من الورق لطباعة الطوابع الملكية الخاصة. كما طُبعت هذه المطبوعات على ورق أبيض غير مائي حتى سبتمبر/أيلول عام ١٨٧١ وكان يُشار إليه عادةً باسم "الورق القديم". واحتوى بعض هذا الورق على خيوط حريرية متناثرة ويُعتبر نوعًا ثانويًا أو "حريرًا تجريبيًا". أما "ورق الحرير" الكامل فيحتوي على خيوط حريرية عديدة وقد استُخدم بين عامي ١٨٧١ و١٨٧٨. كما استخدم "الورق الوردي" لفترة وجيزة بين عامي 1877 و1878. استخدم الورق الذي يحمل العلامة المائية والذي يحمل الأحرف الأولى يو أس آي آر من أواخر عام 1877 حتى نهاية الفترة الضريبية في عام 1883. وللمساعدة في توفير التمويل للحرب الإسبانية الأمريكية استؤنف استخدام الطوابع الخاصة مرة أخرى من 1 يوليو 1898 حتى 1 يوليو 1902. فرضت ضرائب على مجموعة متنوعة من الأدوية الحاصلة على براءات اختراع والنبيذ والسلع الأخرى مثل العطور ومستحضرات التجميل ولكن عدداً صغيراً نسبياً من الشركات استخدمت طوابع خاصة خلال هذه الفترة.

## إيرادات الدولة
بالإضافة إلى طوابع الإيرادات الفيدرالية أصدرت الولايات المختلفة مجموعة واسعة من الإيرادات الحكومية لأغراض مختلفة بدءًا من ضريبة المبيعات إلى تصاريح صيد البط.
|  |  |  |  |  |

## الفهرس
- Baryla، Bruce (2010). The Civil War Sun Picture Tax; Taxed Photographs 1864–1866. مؤرشف من الأصل في 2020-08-09.
- Garbade، Kenneth D. (2012). Birth of a Market: The U.S. Treasury Securities Market From the Great War to the Great Depression. MIT Press, Cambridge, Mass.
- Jewell، Elizabeth (2005). U.S. Presidents Factbook. Random House Reference, New York.
- McKinney، W. Arthur (نوفمبر 1962). "About Stamps". Boys' Life. New Brunswick, NJ: Boy Scouts of America. ج. LVI ع. 11: 81. ISSN:0006-8608. مؤرشف من الأصل في 2014-07-05. اطلع عليه بتاريخ 2010-12-15.
- Miller، Rick. "Revenue stamps pay tax instead of postage". Linns Stamp News. مؤرشف من الأصل في 2015-05-04. اطلع عليه بتاريخ 2014-10-06.
- "5000-dollar Washington". Smithsonian National Postal Museum. مؤرشف من الأصل في 2014-10-10. اطلع عليه بتاريخ 2014-10-06.
- Scott Specialized Catalogue of United States stamps. William W. Cummings, James B. Hatcher. Scott Publishing Company, New York, N.Y. 1982. ISBN:0-89487-042-4.{{استشهاد بكتاب}}:  صيانة الاستشهاد: آخرون (link)
- "The Whitpain Collection of United States 1894-98 Bureau Issues". Robert A. Siegel Auction Galleries Inc., New York. مؤرشف من الأصل في 2025-06-05. اطلع عليه بتاريخ 2014-10-25.
- "$500.00 Red Orange, Green & Black, Second Issue, "Large Persian Rug"". Robert A. Siegel Auction Galleries Inc., New York. مؤرشف من الأصل في 2025-06-05. اطلع عليه بتاريخ 2014-10-25.
- Swain، Steve (2012). "The "Persian Rugs" - Extraordinary U.S. Revenue Stamps". Stamp O'Rama. مؤرشف من الأصل في 2024-11-08. اطلع عليه بتاريخ 2014-10-25.
- Toppan، George L.؛ Deats، Hiram E.؛ Holland، Alexander (1899). Historical reference list of the Revenue Stamps of the United States. Boston Philatelic Society; Salem, Press of Newcomb & Gauss, 423 pages., e'Book, PDF

## قراءة إضافية
- Friedberg، Richard (1994). Introduction to United States Revenue Stamps. Linns Stamp News. ISBN:0-940403-62-5.
- Turner, George (1974). Essays and Proofs of United States Internal Revenue Stamps, Bureau Issues Association, 446 pages; (ردمك 978-0-9304-1202-9); Book

## روابط خارجية
- إيرادات عام 1898.
- نظرة عامة على طوابع الإيرادات الأمريكية المدرجة في قائمة سكوت.
- جمعية الإيرادات الأمريكية
- جمعية إيرادات الدولة
- جمع طوابع الضرائب
- ضريبة صور الحرب الأهلية - صور فوتوغرافية خاضعة للضريبة ١٨٦٤-١٨٦٦ (جمعها وأشرف عليها بروس باريلا)
- طوابع خاصة